# 1191
Cette page concerne l'année 1191  du calendrier julien.
L'année 1191 est une année commune qui commence un mardi.

## Événements
- 20 janvier : Frédéric de Souabe est tué au siège de Saint-Jean-d’Acre[1].
- 10 avril : Richard Cœur de Lion quitte Messine ; une tempête disperse sa flotte le 12 avril. Trois de ses navires s’échouent à Chypre et leurs équipages sont mis au fer par Isaac Comnène, maitre de l’’île[1].
- 20 avril : Philippe Auguste arrive à Acre[2].
- 6 mai : Richard Cœur de Lion s’empare de Chypre aux dépens des Grecs byzantins[3]. Il la vend aux Templiers qui la cèderont à Guy de Lusignan, qui fondera le royaume de Chypre (1192-1489). Chypre devient une base et une source de ravitaillement pour la croisade.

- 12 mai : Richard Cœur de Lion épouse Bérangère de Navarre à Chypre[4].
- 12 juillet : les Croisés prennent Acre[5].
- Juillet : retour de Chine du moine Eisai. Il introduit le bouddhisme Zen au Japon (école Rinzai)[6].

- 3 août : Philippe Auguste quitte la Palestine[7].

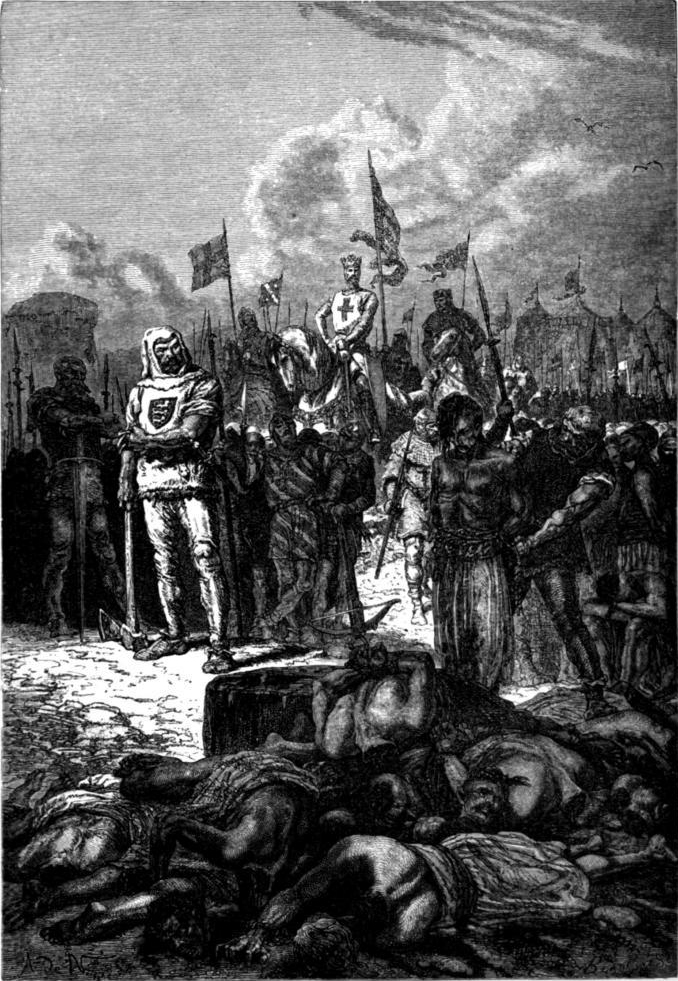
Massacre des prisonniers sarrasins, gravure d’Alphonse de Neuville pour l’Histoire de France, de Guizot, 1883.

- 20 août : les clauses de la capitulation d’Acre tardant à être satisfaites, Richard Cœur de Lion ordonne l’exécution de 2 700 prisonniers musulmans ; il est imité par le duc de Bourgogne qui en fait exécuter autant[8].

- 7 septembre : bataille d’Arsouf. Victoire de Richard Cœur de Lion sur l’armée de Saladin. Négociations de Richard Cœur de Lion avec Saladin[9].

- Victoire des Rajput coalisés par le roi Châuhan Prithivîrâja sur Muhammad Ghori à la Première bataille de Tarâin, aux portes de Delhi (Tarâori près de Thânesar)[10].

### Europe

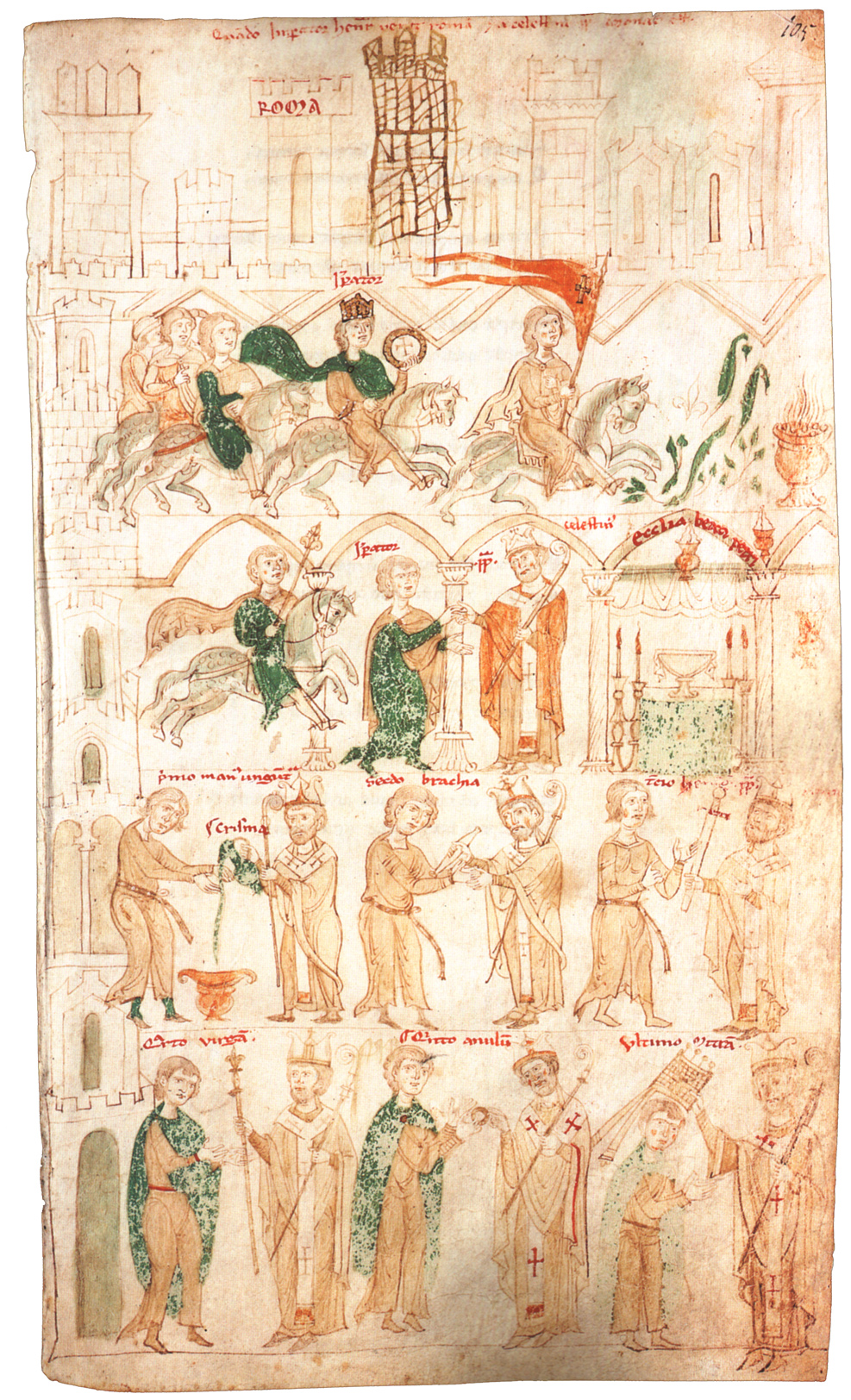
15 avril : Célestin III couronne Henri VI, Liber ad honorem Augusti de Petrus de Ebulo, 1196.

- Janvier : l’empereur du Saint-Empire Henri VI intervient en Italie[11].
- 6 février : l’ordre Teutonique est sanctionné par le pape Clément III[12].

- 12 avril : victorieux des Valaisans à Grindelwald[13], Bertold V de Zähringen fonde la ville de Berne.
- 14 avril, Pâques : sacre du pape Célestin III, élu le 30 mars (fin de pontificat en 1198)[14].
- 15 avril : le pape Célestin III couronne l’empereur Henri VI à Rome[14]. Henri VI marche ensuite vers l’Italie du Sud. Il assiège Naples sans succès jusqu’en juillet[11].
- 17 avril : destruction de Tusculum par l’armée de la commune de Rome[15].
- Avril : début de l’une des offensives des Almohades contre le Portugal en Algarve[16].

- 1er juin : le Vermandois est rattaché à la couronne de France à la mort de Philippe d’Alsace.
- 11 juin : prise d’Alcácer do Sal par les Almohades[16].
- 16 juin : consécration de la Cathédrale Notre-Dame de Senlis[17].
- 10 juillet : Silves est reprise par les Almohades qui reculent la frontière avec le Portugal sur le Tage[16].
- Début août : Henri VI doit lever le siège de Naples face à une épidémie de peste[11]. Il se retire vers le nord et en apprenant les troubles suscités en Allemagne par le parti guelfe[18].

- 27 décembre : retour de Philippe Auguste à Paris[19] où il intrigue avec Jean sans Terre pour s’emparer des possessions continentales des Plantagenêt. Il s’empare de l’Artois au nom de son fils (1191-1192)[20].

## Fiction
- L'an 1191 est l'année où se passe le jeu vidéo Assassin's Creed.